# Иультинский район
Иультинский район (чук. Ивылтин район) — административно-территориальное образование (район) на северо-востоке Чукотского автономного округа России.
В рамках организации местного самоуправления в границах района существует муниципальное образование городской округ Эгвекинот (в 2004—2015 годах — Иультинский муниципальный район).
Административный центр — посёлок городского типа Эгвекинот. Название района — по ныне заброшенному пгт Иультин.

## География
Иультинский район расположен в северо-восточной части Чукотского автономного округа, в северной части является побережьем Восточно-Сибирского и Чукотского морей. В район входят также острова Врангеля и Геральд.
В Иультинском районе много озёр (Амагытгын, Йынрыгытгын, Тэлегытгын, Экитыки, Эрвынайгытгын, Янранайгытгын и другие), крупнейшее из них — Койныгытгын, имеющее шестую на Чукотке площадь водного зеркала.
Уникальность географического расположения района заключается в том, что бо́льшая часть его территории находится за Северным полярным кругом и здесь же расположена географическая точка — пересечение Северного полярного круга и 180-го меридиана.
Природные условия
Иультинский район состоит из трех природных впадин: Ванкаремской на севере, Амгуэмской в центре и Залив Креста на юге, окруженных занимающими большую часть района горами. В геологическом отношении это территория ветви Охотско-Чукотского вулканогенного пояса и фланга Чукотской складчатой зоны мезозоид. Она богата различными рудными ископаемыми, среди которых основное место занимают олово и вольфрам. Имеются углепроявления.
Природа Иультинского района небогата. В основном это горные тундры, а по побережью — и арктические. Самые богатые пастбища расположены в бассейне реки Амгуэма, в верховьях которой есть уникальные по красоте горные озера и реликтовые рощи. На острове Врангеля организован заповедник, являющийся объектом всемирного наследия ЮНЕСКО.
По данным сейсмологического мониторинга, на территории Иультинского района возможны 6-бальные землетрясения.
Полезные ископаемые
На территории Иультинского района имеются богатые залежи разнообразных минеральных ресурсов.
| Ископаемое     | Общие запасы, т. | Хозяйственное использование   |
| -------------- | ---------------- | ----------------------------- |
| Олово          | 95000            | Добыча не ведётся с 1992 года |
| Вольфрам       | 150000           | Добыча не ведётся с 1992 года |
| Золото         | 210              | В разработке                  |
| Молибден       | 40000            | В резерве                     |
| Серебро        | 2000             | В разработке                  |
| Сурьма         | 31000            | В резерве                     |
| Свинец, цинк   | 3100000          | В резерве                     |
| Ртуть          | ?                | Добыча не ведётся с 1978 года |
| Каменный уголь | ?                | Добыча с 1998 по 2008 годы    |

Также имеются запасы бурого угля, полудрагоценных камней и природных строительных материалов: строительный камень, ПГС, глинистый сланец, глина. Шельф перспективен на нефть и газ.

## История
Указом Президиума Верховного Совета РСФСР от 2 декабря 1953 года «Об образовании районов в составе Хабаровского края» в Чукотском национальном округе образован Иультинский район с центром в поселке Эгвекинот.
В соответствии с Указом Президиума Верховного Совета СССР от 3 декабря 1953 года «Об образовании Магаданской области» Чукотский национальный округ (включая Иультинский район) вошел в состав вновь образованной Магаданской области.
В соответствии с Указом Президиума Верховного Совета РСФСР от 27 декабря 1973 года «Об образовании Шмидтовского района в Чукотском национальном округе Магаданской области» северная часть территории Иультинского района отошла в состав вновь образованного Шмидтовского района.
30 мая 2008 года законом Чукотского автономного округа № 40-ОЗ Иультинский район был объединён со Шмидтовским районом в Восточный район (центр — посёлок Эгвекинот).
18 ноября 2008 года законом Чукотского автономного округа № 146-ОЗ Восточный район был переименован в Иультинский район.
Село Биллингс, ранее административно входившее в состав Шмидтовского района, в 2009 году было передано соседнему Чаунскому району.
В состав Иультинский муниципального района с 1 января 2010 года до конца 2010 года входило 8 муниципальных образований, из них: два городских поселения (Эгвекинот и Мыс Шмидта) и шесть сельских поселений (Амгуэма, Ванкарем, Конергино, Нутэпэльмен, Рыркайпий, Уэлькаль).
В октябре 2010 года сельское поселение Нутэпэльмен было упразднено, а его территория включена в состав межселенной территории Иультинского муниципального района.
Законом Чукотского автономного округа от 26 мая 2011 года № 44-ОЗ Шмидтовский район, как административно-территориальное образование, был упразднён и его территория вошла в состав административно-территориального образования Иультинский район.
С 2011 до 2015 гг. в Иультинский муниципальный район входило 7 муниципальных образований, в том числе 2 городских и 5 сельских поселений, а также межселенная территория без статуса муниципального образования:
| №        | Муниципальное образование 2010—2015 | Административный центр | Количество населённых пунктов | Население (чел.) | Площадь (км²) |
| -------- | ----------------------------------- | ---------------------- | ----------------------------- | ---------------- | ------------- |
| 1e-06    | Городское поселение                 |                        |                               |                  |               |
| 1        | Мыс Шмидта                          | пгт Мыс Шмидта         | 1                             | 166              |               |
| 2        | Эгвекинот                           | пгт Эгвекинот          | 1                             | 3034             |               |
| 2.000002 | Сельское поселение                  |                        |                               |                  |               |
| 3        | Амгуэма                             | село Амгуэма           | 1                             | 435              |               |
| 4        | Ванкарем                            | село Ванкарем          | 1                             | 169              |               |
| 5        | Конергино                           | село Конергино         | 1                             | 350              |               |
| 6        | Рыркайпий                           | село Рыркайпий         | 1                             | 601              |               |
| 7        | Уэлькаль                            | село Уэлькаль          | 1                             | 208              |               |
| 7.000003 | Межселенная территория              |                        |                               |                  |               |
| 7.000004 | межселенная территория              |                        | 3                             |                  |               |

В соответствии с Законом от 23 сентября 2015 года все поселения Иультинского муниципального района были упразднены и объединены в городской округ Эгвекинот.
Иультинский район как административно-территориальное образование сохраняет свой статус.

## Население
Район
| 1959  | 1970    | 1979    | 1989    | 2002  | 2006  | 2009  |
| ----- | ------- | ------- | ------- | ----- | ----- | ----- |
| 8395  | ↗15 947 | ↘12 543 | ↗15 689 | ↘3974 | ↘3966 | ↘3873 |
| 2010  | 2011    | 2012    | 2013    | 2014  | 2015  | 2016  |
| ↗5587 | ↘5550   | ↘5352   | ↘5141   | ↗5197 | ↘5122 | ↘4814 |
| 2017  | 2018    | 2019    | 2020    | 2021  | 2023  | 2024  |
| ↘4692 | ↗4734   | ↗5038   | ↗5049   | ↘4835 | ↗5033 | ↗5197 |

Городской округ
| 1959  | 1970    | 1979    | 1989    | 2002  | 2006  | 2009  |
| ----- | ------- | ------- | ------- | ----- | ----- | ----- |
| 8395  | ↗15 947 | ↘12 543 | ↗15 689 | ↘3974 | ↘3966 | ↘3873 |
| 2010  | 2011    | 2012    | 2013    | 2014  | 2015  | 2016  |
| ↗5587 | ↘5550   | ↘5352   | ↘5141   | ↗5197 | ↘5122 | ↘4814 |
| 2017  | 2018    | 2019    | 2020    | 2021  | 2023  | 2024  |
| ↘4692 | ↗4734   | ↗5038   | ↗5049   | ↘4835 | ↗5033 | ↗5197 |

### Урбанизация
Городское население (пгт Мыс Шмидта и Эгвекинот) составляет 68,31 % от всего населения района (округа).

## Населённые пункты
В Иультинский район (городской округ Эгвекинот) входят 9 населённых пунктов, в том числе 2 посёлка городского типа с городским населением и 7 сёл. Помимо этого выделяется один иной населённый пункт (посёлок городского типа без постоянного населения), находящийся в стадии ликвидации с 2007 года.
| №        | Населённый пункт | Тип                     | Население |
| -------- | ---------------- | ----------------------- | --------- |
| 1        | Эгвекинот        | пгт                     | ↗3516     |
| 2        | Мыс Шмидта       | пгт                     | ↘34       |
| 3        | Амгуэма          | село                    | ↗499      |
| 4        | Ванкарем         | село                    | ↘122      |
| 5        | Конергино        | село                    | ↘262      |
| 6        | Нутэпэльмен      | село                    | ↘133      |
| 7        | Рыркайпий        | село                    | ↘527      |
| 8        | Ушаковское       | село                    | →0        |
| 9        | Уэлькаль         | село                    | ↘142      |
| 9.000001 | Ленинградский    | пгт в стадии ликвидации | →0        |

### Упразднённые населённые пункты
К 1998—2000 годам были расселены и упразднены посёлки городского типа Иультин и Полярный. Ранее на острове Врангеля существовали посёлки Звёздный и Перкаткун, село Ушаковское, а на материке — посёлок Пламенный.

## Экономика
Ведущее место в структуре промышленности занимает энергетика, обеспечивающая потребности района в электрической и тепловой энергии. В энергетической системе задействованы турбинная электростанция в райцентре и дизельные электростанции в сёлах.
Горнодобывающая промышленность представлена несколькими небольшими золотодобывающими предприятиями, отрабатывающими россыпные Пильхинкуульское и Рывеемское месторождение золота в районе бывших посёлков Полярный и Ленинградский.
Кроме добычи золота в районе реки Кувет ведётся подземная разработка угля для нужд старательской артели.
В сельском хозяйстве основными видами деятельности являются оленеводство, морской зверобойный промысел и рыболовство.

## Образование
На территории Иультинского муниципального района в 2011 году ведут образовательную деятельность 13 учреждений образования, в их числе: 1 основная общеобразовательная школа, 1 средняя общеобразовательная школа, 2 школы искусств, 2 учреждения «начальная школа-детский сад», 3 центра образования, 1 коррекционная школа-интернат, 2 центра дополнительного образования, 1 дошкольное образовательное учреждение.

## Транспорт
Протяжённость автомобильных дорог общего пользования местного значения составляет 415 км.
Основной транспортной артерией района является всесезонная двухсоткилометровая автомобильная дорога Иультин — Эгвекинот, построенная в 1940-х годах силами заключённых ГУЛага. Также на территории района проложены автодороги Мыс Шмидта — Рыркайпий и Полярный — Ленинградский, имеющие гравийное покрытие. Подавляющая часть остальных дорог не имеет твёрдого покрытия и являются сезонными автозимниками.
Завоз грузов из других регионов страны осуществляется в период летней навигации через морские порты Эгвекинот и Мыс Шмидта.
Регулярное автобусное сообщение налажено по маршрутам: с. Рыркайпий — п. Мыс Шмидта и с. Амгуэма — п. Эгвекинот.
В 2011 году доля населения, проживающего в населённых пунктах, не имеющих регулярного автобусного сообщения с административным центром, составила 89,3 % в общей численности населения района.
Пассажирские перевозки в направлении окружного центра и других регионов страны осуществляются исключительно авиатранспортом.
Железные дороги и речные пути на территории района отсутствуют.

## СМИ
Местным печатным изданием является районная еженедельная газета «Залив Креста» (до 1994 г. — «Горняк Заполярья»), учредитель — Администрация Иультинского района.

## Памятники природы
- Ботанический памятник «Амгуэмский» — здесь находятся самые восточные в Азии степные скопления pеликтовых растений.